# デニス・ゴイコ
デニス・ゴイコ（Denis Gojko 、1998年2月16日 - ）は、ポーランド・グリヴィツェ出身のプロサッカー選手。ヴィグリ・スヴァウキ所属。ポジションは、ミッドフィールダー（右ウイング）。

## 経歴
2018年12月21日、スタル・ミェレツに2018-19シーズン終了までローン移籍に出された。